# 玉山菝葜
玉山菝葜（学名：Smilax vaginata），又名鞘柄菝葜、薄葉菝葜，为菝葜科菝契屬下的一个种。